# Brigitte Baptiste
Brigitte Baptiste Ballera (Bogotá, 23 de octubre de 1963) es una bióloga, profesora e investigadora colombiana.Es especialmente conocida por sus investigaciones relacionadas con la biodiversidad, el monitoreo y la gestión ambiental. Gran parte de su trayectoria profesional se desarrolló en Instituto de Investigación de Recursos Biológicos Alexander Von Humboldt. Actualmente es rectora de la Universidad EANy colabora como columnista en el periódico económico La Repúblicay el diario El Espectador.

## Biografía

### Formación
Brigitte Baptiste estudió en el Colegio Refous de Cota.Su formación universitaria en biología la desarrolló en la Pontificia Universidad Javeriana de donde se graduó con una tesis sobre la ecología de la pesca en Araracuara, Amazonas. Entre 1992 y 1994 realizó una maestría en conservación y desarrollo tropical en Gainesville, Universidad de Florida gracias a una beca de la Comisión Fulbright. Su trabajo de posgrado se enfocó en el manejo de bosques por comunidades rurales en Boyacá y los Andes colombianos. 
En 2001 y 2002, como becaria Rusell Train (WWF) hizo estudios adicionales de posgrado en Ciencias Ambientales (Economía ecológica y manejo de recursos naturales) en la Universidad Autónoma de Barcelona. 
Desarrolló estudios adicionales en la Universidad de San Carlos de Guatemala y CATIE (1989) y en la Universidad de Los Andes (Colombia) en temas de manejo de áreas protegidas y ecología tropical. También en temas de monitoreo de biodiversidad en el Smithsonian Institute en el Shenandoah National Park (USA). Recibió un PhD Honoris Causa en Gestión Ambiental del Instituto Universitario de la Paz - UNIPAZ en 2016.

### Vida docente (1989–1995) (2003–2009)
Fue docente e investigadora de la Pontificia Universidad Javeriana en dos oportunidades (1989-1995 y 2003-2009) en temas de Ecología del Paisaje e Historia de la Ecología. También trabajó temas como políticas de gestión ambiental, conservación de paisajes rurales y ecología de sistemas complejos. Como estudiante de Biología, fundó con otros colegas el Grupo Ecológico Gea (1982).

### Instituto Humboldt (1995–2019)
Baptiste coordinó el Programa de Uso y Valoración de Biodiversidad (1995-2000) y la Subdirección Científica del Instituto (2009-2011).  Asumió el cargo de directora del Instituto Humboldt en 2011.
La investigadora ha hecho parte de organizaciones y coaliciones como el Subsidiary Body of Scientific, Technical and Technological Advice (SBSTTA) de la Convention on Biological Diversity (CBD)  y ante el nuevo Panel Intergubernamental sobre Diversidad Biológica y Servicios de los Ecosistemas (IPBES), la cual integró como miembro de su Panel Global en nombre de América Latina y el Caribe (2015-2017).
También Co-presidió los grupos de trabajo en Conocimiento Indígena y Local, y en Herramientas y Metodologías de Política. Actualmente integra el Science Policy Advisory Committee de la IAI (Iniciativa Ambiental Interamericana para el Cambio Global) y del comité científico del programa global PECS (Ecosystem Change and Society).
En 2016, Baptiste integró el Instituto Humboldt al grupo de investigación de la expedición ColombiaBIO, cuyo propósito era redescubrir el territorio nacional aprovechando los resultados del Acuerdo de Paz con las FARC-EP . Esto promovió investigaciones biológicas en Santander, Boyacá y Nariño.
A partir del 2018 propuso la visión de la "Ecología Queer". Donde desarrolla la idea de la naturaleza como un escenario abierto para la transgresión y el progreso de visiones no convencionales, con el fin de que los procesos de la fauna y flora no pasen desapercibidos bajo una visión homogénea.

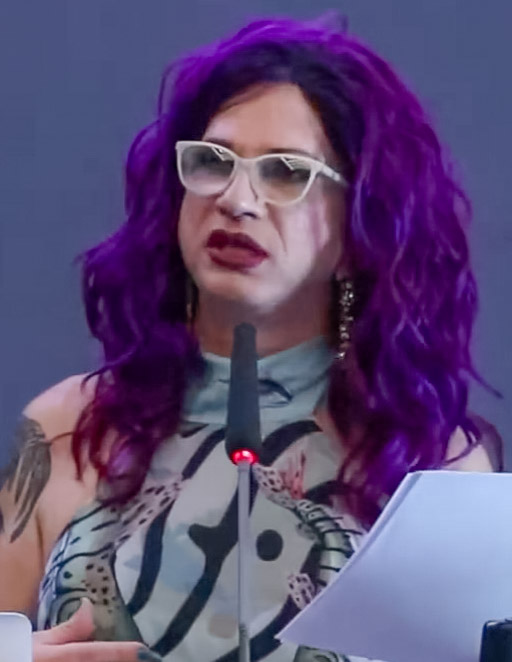
Baptiste en una conferencia internacional en 2020

En agosto de 2019 anunció su retiro voluntario del Instituto por razones personales.Su biografía hizo parte de un homenaje mediante la publicación del libro "Brigitte Baptiste: un homenaje ilustrado", publicado en 2019.

### Rectoría de la Universidad EAN
El Consejo Superior de la Universidad EAN le nombró rectora en septiembre de 2019. En palabras de sus directivos la función de tener una bióloga como rectora de una escuela de Administración y Negocios es clara: "consolidar el emprendimiento sostenible y la evolución de los modelos educativos".

### Transecología
En febrero del 2025 publicó su libro "Transecología: una guía patafísica para habitar las transformaciones del mundo". Se compone de siete ensayos en donde la autora explora temáticas vigentes a través de la ecología queer. En uno de sus lanzamientos, Baptiste asegura: "es una guía que me ayuda a organizar mis propios pensamientos (...), que reconoce que transitar por el mundo es un ejercicio muy placentero, pero arriesgado".
El uso de la patafísica (o la ciencia de las soluciones imposibles) tiene como objeto plantear una "zonificación de ideas (...) donde aparecen momentos y espacios de reflexión que han incidido a lo largo de mi vida profesional: los feminismos, el pensamiento indígena, las tradiciones modernas más clásicas en las que me formé como bióloga, las críticas políticas a esas interpretaciones de mundo, los temas de la espiritualidad que cada día se vuelven más importantes para habitar con sentido este planeta y el tema de la tecnología". En sus propias palabras, el libro trata de hilar los diferentes componentes de las diferentes ecologías actuales o "ecologías de tránsito permanente". Es un llamado al "tremendo materialismo" a través del cual debemos negociar el ecosistema que habitamos desde el respeto de los demás.

### Reconocimientos
Se le concedió el Premio Príncipe Claus en el año 2017.  Dentro de las causas para este galardón se destacó  “su implacable búsqueda por el nuevo conocimiento y las nuevas narrativas; por ayudar a entender que la diversidad es un hecho esencial de la vida, y que la diversidad cultural es parte de la diversidad natural y no algo diferente; por su innovadora investigación en socio-ecosistemas y por promover la conectividad entre las personas y la naturaleza como una fuente de bienestar para las personas y las naciones”.
Por "contribuir al desarrollo de los territorios, transformar comunidades y aportar a la construcción de un mejor país", se le otorgó en el año 2019 en Premio El Colombiano Ejemplar en la Categoría Medio Ambiente.
En el año 2021 fue una de las líderes seleccionadas para participar en la primera Cumbre de Premios Nobel ‘Nuestro Planeta, nuestro futuro’, que reunión a científicos, empresarios, líderes y ganadores del galardón de la academia sueca para explorar alternativas para "un futuro más sostenible". A su lado intervinieron líderes indiscutibles como el 14º Dalái lama Tenzin Gyatso; la presidenta de la Comisión Europea Ursula von der Leyen, y la entonces directora general de la UNESCO Audry Azoulay, entre otras. 
En el año 2022 recibió el 'Reconocimiento Nogal', otorgado por la Fundación El Nogal de Bogotá. Este galardón se entregó a otras 27 organizaciones en reconocimiento y agradecimiento a las ayudas y apoyos recibidos para beneficio de comunidades vulnerables.
En el 2024 la BBC le otorgó la Beca Fulbright 100 Mujeres más influyentes del año. Para este reconocimiento, resaltó su labor para instaurar "una mejor financiación para que más personas LGTBQ+ accedan a la educación superior".